# Anszan

Lokalizacja Anszanu

Anszan – kraina i miasto (zidentyfikowane w 1972 r. jako Tell-i Maljan niedaleko Szirazu) w starożytnym Iranie, przez tysiąclecia część Elamu - tzw. górny Elam, teren wyżynny w odróżnieniu od dolnego, obejmującego nizinną Suzjanę. Anszan był słabiej rozwiniętą częścią Elamu, ze względu na gorsze niż w Suzjanie warunki uprawy roli. Cywilizacja miejska zagościła tu na stałe dopiero pod panowaniem Persów, którzy na pewno zamieszkiwali Anszan w VII wieku p.n.e., choć trudno oszacować, kiedy dokładnie pojawili się na tych terenach. Początkowo królowie perscy (m.in. także Cyrus II Wielki) nosili, oprócz innych, także tytuł króla Anszanu, jednak został on zarzucony, kiedy ich państwo rozrosło się i stało imperium. Nazwa krainy Anszan została wtedy zastąpiona toponimem Parsa - po grecku Persis (czyli Persyda), później Fars.
Nazwa Anszan jest pochodzenia babilońskiego.

## Historia

### Elam
Z Anszanu pochodził lud, który podbiwszy pod koniec IV tysiąclecia p.n.e. Suzjanę, znajdującą się wtedy w orbicie wpływów kultury Uruk, zapoczątkował państwo Elam, będące od tej pory połączeniem tych dwóch, ogromnie się różniących krain, których mieszkańcy mieli jednak poczucie wspólnoty politycznej. Góry i stepy Anszanu stanowiły dobre tereny dla pasterstwa opartego na transhumancji, jednak możliwości uprawy roli były ograniczone; miasta były nieliczne. Przez Anszan (i resztę Elamu) biegł jeden z dwóch szlaków wiodących z Azji Środkowej do Mezopotamii, ówczesnego centrum cywilizacji, co zapewniało Elamowi pozycję ważnego partnera ekonomicznego dla tego regionu.
Za czasów akadyjskiego imperium Sargona Suzjana została podbita. Następcy Sargona wprawdzie twierdzili w inskrypcjach, że zdobyli Anszan, lecz były to prawdopodobnie tylko wyprawy łupieskie. Później, po krótkotrwałym odrodzeniu Elamu, nad państwem znowu panowali władcy z Mezopotamii – tym razem III dynastia z Ur. Podbili oni Suzjanę, a resztę Elamu, w tym Anszan, utrzymywali w stanie zależności. Pod koniec III tysiąclecia p.n.e. górny Elam został zjednoczony przez władców z Szimaszki, którzy potem zdobyli Suzę i zadali ostateczny cios chwiejącemu się państwu Sumerów, zdobywając Ur i uprowadzając jego władcę, Ibbisina, do Anszanu. Za panowania dynastii z Simaszki (trwającej co najmniej do połowy II tysiąclecia p.n.e.) władcy Elamu tytułowali się królami Anszanu i Suzy (później zaczęto używać sumeryjskiego określenia sukkalmah), kraj dzielił się na trzy dzielnice: Suzjanę, górny Elam (Anszam) i Szimaszki.
W XII wieku p.n.e. władcy Babilonii zniszczyli Suzjanę (był to odwet za wcześniejsze podboje Elamitów na zachodzie) i choć Anszan nie został dotknięty najazdami, w następnych stuleciach nastąpił w nim spadek zaludnienia (miasta, w tym Anszan, uległy wyludnieniu). Być może było to spowodowane przybyciem ludów irańskich, przodków Persów, ale brak na to jednoznacznych dowodów; możliwe, że odpowiedzialne są zmiany klimatu. W Elamie rozpoczęły się wieki ciemne trwające kilkaset lat.

### Medowie i Persowie
Obecność Persów w Anszanie poświadczona jest po raz pierwszy w źródłach w 691 p.n.e., musieli przybyć więc wcześniej, lecz nie jest jednak pewne, w jakim stopniu ich kultura była już ukształtowana, a w jakim stopniu była wynikiem mieszanie się wpływów nowych z miejscowymi, elamickimi. Władcy państwa nowoelamickiego (VIII-VII wiek p.n.e.) rozciągnęli swoją władzę także na Anszan (powrócił tradycyjny tytuł królów Suzy i Anszanu), lecz był on już wtedy podzielony etnicznie i politycznie na części perską i elamicką. W latach 647-646 p.n.e. asyryjski władca Assurbanipal, pokonawszy uprzednio armię Elamu, pustoszył kraj, nie oszczędzając Anszanu. Wprawdzie państwo elamickie odrodziło się po tej klęsce, jednak górny Elam był już wtedy pod panowaniem perskiej dynastii, której władcy przywłaszczyli sobie tytuł króla Anszanu.
Perski Anszan stał się w pewnym momencie wasalem Medów i został podzielony na 2 części, które przypadły różnym gałęziom rodu Achemenidów. Cyrus II Wielki zjednoczył plemiona perskie, rzucił wyzwanie medyjskiemu władcy – Isztuwegu i przejął w 550 p.n.e. władzę w imperium.